# Cresskill
Cresskill är en kommun av typen borough i Bergen County i New Jersey. Vid 2010 års folkräkning hade Cresskill 8 573 invånare.

## Kända personer från Cresskill
- Gary Wright, musiker